# Diga di Elmalı II
La diga d'Elmali II è una diga della Turchia.